# Valeriana nigricans
Valeriana nigricans är en kaprifolväxtart som beskrevs av Graebner. Valeriana nigricans ingår i släktet vänderötter, och familjen kaprifolväxter. Inga underarter finns listade i Catalogue of Life.